# Sant Antoni (Alacant)
Sant Antoni és un barri de la ciutat d'Alacant. Limita al nord amb el barri de les Carolines Baixes; a l'est amb el barri del Raval Roig - Mare de Déu del Socors; al sud amb el Barri Vell - Santa Creu; al sud-oest amb el barri del Centre; a l'oest amb el barri del Mercat; i al nord-oest amb el barri de Campoamor. A este barri pertanyen la serra del Benacantil, en la qual s'assenta el castell de Santa Bàrbara, i la plaça de bous. Segons el cens de 2006, té 2.195 habitants (1.034 homes i 1.161 dones).